# Erdélyi Jenő
Erdélyi Jenő, 1900-ig Friedmann Jenő (Tenke, 1881. november 27. – Szeged, 1971. október 4.) orvos, egyetemi tanár, az orvostudományok kandidátusa (1958).

## Életpályája
Erdélyi (Friedmann) Jakab magánzó és Krausz Babetta fia. Tanulmányait a Budapesti Tudományegyetemen végezte, ahol 1905-ben szerezte meg orvosi oklevelét. 1905–1907-ben a Bécsi Egyetem Fülészeti Klinikáján dolgozott, ahol ahol a magyar származású Politzer Ádám, Hajek Márkus és Neumann Henrik tanítványa volt, majd Szegeden telepedett le. 1907 és 1963 között a szegedi kórház és rendelőintézet fül-orr-gégész rendelőorvosa, majd főorvosa, s végül osztályvezető főorvosa lett. A második világháború alatt családjával együtt elhurcolták. Hazatérését követően magántanári címet kapott, 1963-ban pedig címzetes egyetemi tanár lett és még ugyanebben az évben nyugalomba vonult. Elsősorban diagnosztikai és terápiás kérdésekkel foglalkozott. A legjelentősebbek a tályog és a nyelőcsőszűkület sebészeti gyógyítása terén elért eredményei. 1968 és 1971 között a Magyar Fül-Orr-Gégészeti Társaság díszelnöke volt. Részt vett a Szegedi Zsidó Hitközség életében is mint hitközségi elöljáró.
Házastársa Lengyel Vilma volt, Lengyel Lajos és Winkler Paulina lánya, akivel 1913. április 5-én Szegeden kötött házasságot.

## Főbb művei
- A mydriaticumok élettani hatása (Hermann Emillel, Budapest, 1902)
- A highmor-üreg chronikus empyemájának radikális műtéte helybeli érzéstelenítéssel és ennek indicatója (Gyógyászat, 1907)
- A felső légutakba jutott idegentest néhány esete és ezekkel kapcsolatos tanulságok (Orvosi Hetilap, 1950, 23.)
- Helytállóak-e a tonsillectomia jelen indicatioi? (Orvosi Hetilap, 1962, 7.)

## Díjai, elismerései
- Munka Érdemérem (1955)
- Aranydiploma (1955)
- Jubileumi Emlékérem 50 éves közkórházi működésének emlékére (1957)
- Kiváló orvos (1958)
- Fül-orr-gégeorvosok Tudományos Egyesületének díszelnöke (1958)
- Fül-orr-gégegyógyászat Szerkesztőbizottságának tiszteletbeli örökös tagja (1958)
- Orvostudományok kandidátusa (1958)
- a SZOTE címzetes egyetemi tanára (1965)
- Gyémántdiploma (1965)
- Vasdiploma (1970)